# Hispo ornata
Hispo ornata är en spindelart som först beskrevs av George William Peckham och Elizabeth Maria Gifford Peckham 1885.  Hispo ornata ingår i släktet Hispo och familjen hoppspindlar. Inga underarter finns listade i Catalogue of Life.